# Diastata argentina
Diastata argentina är en tvåvingeart som först beskrevs av Malloch 1934.  Diastata argentina ingår i släktet Diastata och familjen sumpskogsflugor. Inga underarter finns listade i Catalogue of Life.